# Amaranta Fernández
Amaranta Fernández est une joueuse de volley-ball et de beach-volley espagnol, née le 11 août 1983 à Mataró. Elle mesure 1,88 m et joue au poste de centrale. Elle totalise 83 sélections en équipe d'Espagne.

## Clubs
| Club                         | De        | À         |
| ---------------------------- | --------- | --------- |
| Club Voleibol Diego Porcelos | 2002-2003 | 2003-2004 |
| CV Albacete                  | 2004-2005 | 2005-2006 |
| CAV Murcia 2005              | 2006-2007 | 2007-2008 |
| Santeramo Sport              | 2008-2009 | 2008-2009 |
| Volley Pavia                 | 2009-2010 | 2009-2010 |
| Atom Trefl Sopot             | 2010-2011 | 2011-2012 |
| Chieri Volley                | 2012-2013 | 2012-2013 |

## Palmarès

### Volley-ball
- Top Teams Cup
  - Vainqueur : 2007.
- Championnat d'Espagne
  - Vainqueur : 2007, 2008.
- Coupe d'Espagne
  - Vainqueur : 2008.
- Supercoupe d'Espagne
  - Vainqueur : 2008, 2015.

### Beach-volley
- Jeux méditerranéens
  - Médaille de bronze : 2018